# Куршенај
Куршенај (литв. Kuršėnai, рус. Куршаны, пољ. Kurszany) је град у Литванији, на северу земље. Куршенај је насеље у оквиру приградског подручја Шјауљаја, у оквиру округа Шјауљај.
Куршенај је по последњем попису из 2001. године имао 14.197 становника.